# Viktorija Valerijivna Kutuzova
Viktorija Valerijivna Kutuzova (ukránul: Вікторія Валеріївна Кутузова; Odessza, 1988. augusztus 19.) ukrán teniszezőnő. 2003-ban kezdte profi pályafutását, négy egyéni ITF-torna győztese. Legjobb egyéni világranglista-helyezése hetvenhatodik volt, ezt 2005 novemberében érte el.

## Eredményei Grand Slam-tornákon

### Egyéniben
| Torna           | 2009   | 2008   | 2007   | 2006   | 2005   |
| --------------- | ------ | ------ | ------ | ------ | ------ |
| Australian Open | 1. kör | -      | -      | 1. kör | -      |
| Roland Garros   |        | -      | -      | 2. kör | -      |
| Wimbledon       |        | 1. kör | 1. kör | 2. kör | -      |
| US Open         |        | -      | -      | 2. kör | 1. kör |

## Év végi világranglista-helyezései
| Év       | 2003 | 2004 | 2005 | 2006 | 2007 | 2008 |
| Helyezés | 272. | 471. | 110. | 107. | 171. | 141. |

## Külső hivatkozások
- Viktorija Kutuzova profilja a WTA oldalán (angolul)
- Viktorija Kutuzova profilja az ITF oldalán (angolul)